# Justin Allen
Justin Allen, właściwie Justin Allen Gjersvold (ur. 15 czerwca 1981 w Yorba Linda w stanie Kalifornia) – amerykański aktor filmowy i telewizyjny.

## Kariera
Debiutował w 1998 roku rolą Bobby'ego w pilotażowym odcinku serialu komediowego The Jim Breuer Show. Po gościnnych udziałach w serialach FOX Luzik Guzik (Get Real) i CBBC S Club 7 in Hollywood, odegrał istotną postać drugoplanową − studenta prywatnej szkoły Matta Slaytona − w wydanym na rynku DVD/video horrorze klasy "B" Przymierze II: Magowie (The Brotherhood 2: Young Warlocks, 2001). Pojawił się przy boku Ryana Merrimana i Emily VanCamp w krótkometrażowym filmie grozy Kręgi (Rings, 2005), który w Stanach Zjednoczonych posłużył za bonus do wydania DVD filmu The Ring Two (2005), a następnie wcielił się w głównych bohaterów powstałych niezależnie dramatów Unspoken (2006) i Bring the War Home (2008). W roku 2009 wystąpił jako Ethan w komedii Failing Better Now; przy realizacji tego filmu pracował także jako kierownik muzyczny oraz producent pomocniczy. Tego samego roku był również asystentem produkcyjnym serialu stacji AMC Mad Men.
Ponadto wystąpił w piętnastu amerykańskich spotach reklamowych, a w 2007 roku grał na deskach jednego z nowojorskich teatrów w sztuce Pieces on the Board.

## Filmografia
- 2010: Wreckage jako deputowany Riley
- 2009: Failing Better Now jako Ethan
- 2008: Peace of Mind jako Jason
- 2008: The Collective jako Nate
- 2008: Bring the War Home jako Joshua
- 2007: The Wager jako uzbrojony bandyta
- 2006: Unspoken jako Brandon
- 2005: Kręgi (Rings) jako Eddie
- 2002: Potyczki Amy (Judging Amy) jako Caleb (serial TV)
- 2001: Przymierze II: Magowie (The Brotherhood 2: Young Warlocks) jako Matt Slayton
- 2001: S Club 7 in Hollywood jako młody chłopak (serial TV)
- 2000: Luzik Guzik (Get Real) jako młody Mitch (serial TV)
- 1998: The Jim Breuer Show jako Bobby (serial TV)